# Condado de Morris (Nova Jérsia)
O Condado de Morris (em inglês:  Morris County) é um dos 21 condados do estado americano de Nova Jersey A sede e maior cidade do condado é Morristown. Foi fundado em 15 de março de 1738.
O condado possui uma área de 1 247 km², dos quais 55 km² estão cobertos por água, uma população de 509 285 habitantes, e uma densidade populacional de 427 hab/km² (segundo o censo nacional de 2020).